# 許祖武
許祖武（？年—？年），順天宛平縣人，由己卯科舉人大挑二等，選授訓導，俸滿以知縣用，乾隆五十五年署四川順慶府岳池縣知縣。是一位政治人物，明清時曾在四川順慶府岳池縣（位於今四川東北部，武周萬歲通天二年分南充、相如二縣置，是一個千年古縣）擔任官吏。